# Tyler Wagner (beisbolista)
Tyler Joseph Wagner (nacido en Las Vegas, Nevada, Estados Unidos el 24 de enero de 1991), es un beisbolista profesional estadounidense que juega en la posición de lanzador P, en la Liga Venezolana de Béisbol Profesional (LVBP), con el equipo profesional de Los Leones del Caracas.

## Carrera como beisbolista

### Carrera Universitaria
Wagner jugó Béisbol Colegial en la Universidad de Utah para los Utah Utes de 2010 a 2012 como lanzador relevista. Como sofómoro en 2011, Wagner estableció que la supervisión de las Utes savia el registro con 12 y terminó su carrera con un registro escolar 17. salvados. En general, apareció en 57 juegos en sus tres temporadas en Utah, se fue de G 6-10 P con un (ERA) 2.73 en 99 entradas.

### Carrera profesional
Ligas Menores de Béisbol
Wagner fue contratado por los Milwaukee Brewers en la cuarta ronda del Borrador de Béisbol de la Liga Maestral 2012. Firmó con los cerveceros y se convirtió en un lanzador inicial. Hizo su debut profesional con los Helena Brewers. Luchó por publicar una era de 7.77 en 48 4/3 entradas. Wagner lanzó con los Wisconsin Timber Rattlers en 2013 obteniendo a 10.8 con una era de 3.21. Jugó para los Brevard County Manatees en el 2014. Terminó la temporada con 13 Ganados y una Era. 1.2 después de la temporada regular, fue promovido a la Doble A con los Biloxi Shuckers y con los Huntsville Stars jugó para los playoffs.

### Milwaukee Brewers
Los cerveceros promovieron a Wagner a las Grandes Ligas de Béisbol el 31 de mayo. Después de un comienzo, lo optaron a Biloxi Shuckers de la Southern League. Wagner hizo 3 arranques para los cerveceros en 2015, publicando un registro de 0-2, 7.24 ERA, en 13 y 2/3.

### Arizona Diamondbacks
El 30 de enero de 2016, Wagner fue asignado a los diamondbacks de Arizona junto con Jean Segura por Aaron Hill, Chase Anderson, Isan Díaz.

### Texas Rangers
El 18 de noviembre de 2016, Wagner fue reclamado por las exenciones de los Texas Rangers. Wagner terminó su temporada 2016 con una ERA de 1.80.